# Katarzyna Bonda

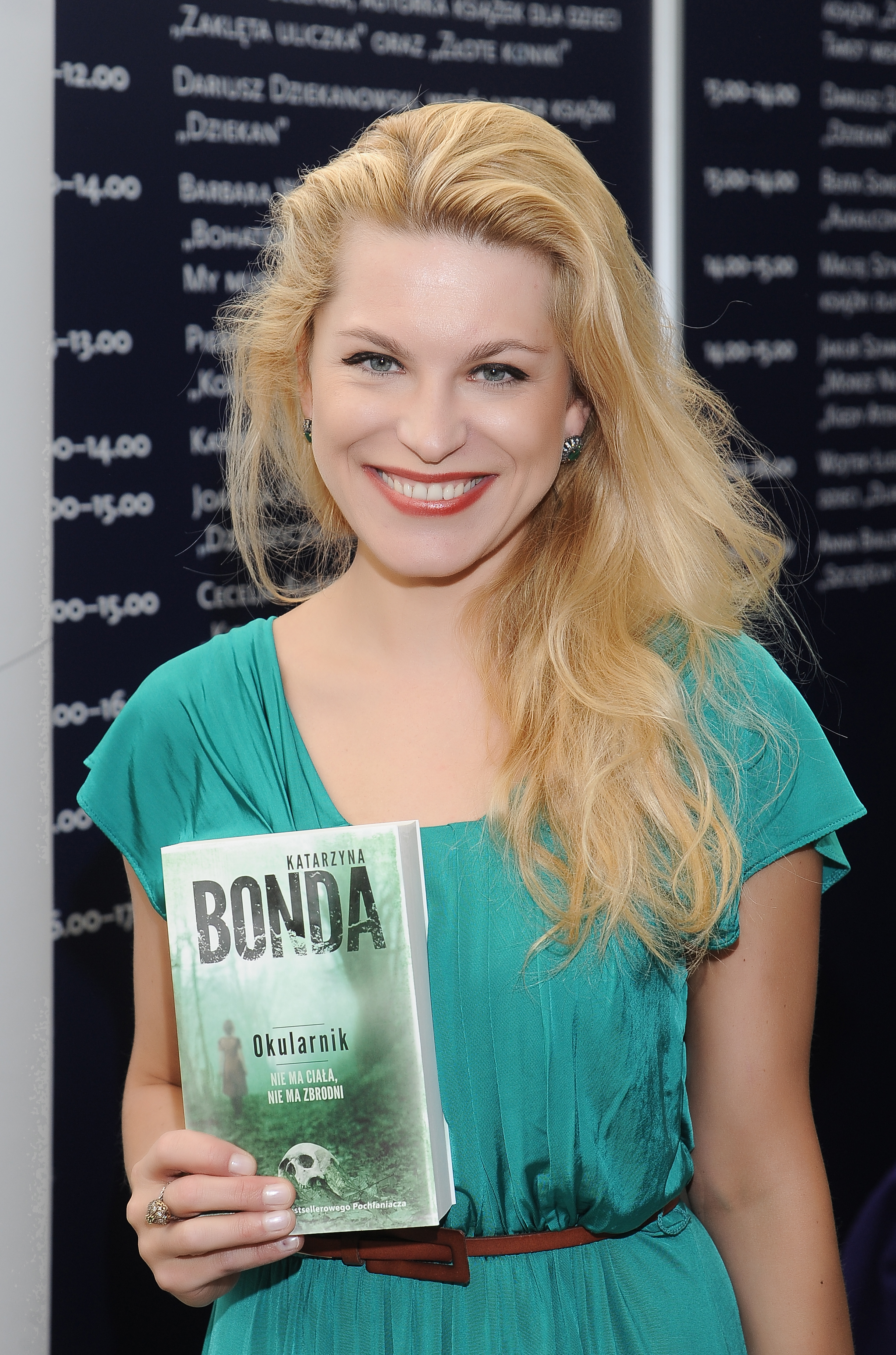
Katarzyna Bonda (2015)

Katarzyna Bonda (* 26. August 1977 in Białystok) ist eine polnische Schriftstellerin und Journalistin belarussischer Herkunft.
Im Jahr 2007 verfasste Katarzyna Bonda ihren ersten Kriminalroman, Sprawa Niny Frank, mit dem Polizeipsychologen Hubert Meyer. Im selben Jahr wurde sie für den Preis Wielki Kaliber nominiert, die höchste polnische Auszeichnung für Kriminalliteratur. 2015 bekam Katarzyna Bonda den Publikumspreis des Wielki Kaliber für Pochłaniacz. Katarzyna Bonda zählt heute zu den beliebtesten Autorinnen Polens.
Im Jahr 2014 begann Katarzyna Bonda die Arbeit an einem neuen Krimi-Zyklus mit der Profilerin Sasza Załuska.
Katarzyna Bonda lebt in Warschau und war mit dem polnischen Krimiautor Remigiusz Mróz liiert.

## Werke auf Deutsch
- Das Mädchen aus dem Norden (Originaltitel: Pochłaniacz).  Heyne Verlag, März 2017. ISBN  978-3453439269.
- Der Rat der Gerechten (Originaltitel: Okularnik).  Heyne Verlag, März 2019. ISBN  978-3453270756.